# Neuville-les-Dames
Neuville-les-Dames là một xã ở tỉnh Ain, vùng Auvergne-Rhône-Alpes thuộc miền đông nước Pháp.